# Zimbabwe az 1996. évi nyári olimpiai játékokon
Zimbabwe az egyesült államokbeli Atlantában megrendezett 1996. évi nyári olimpiai játékok egyik részt vevő nemzete volt. Az országot az olimpián 6 sportágban 13 sportoló képviselte, akik érmet nem szereztek.

## Atlétika
Férfi
| Versenyző                                                   | Versenyszám     | Előfutam | Előfutam | Előfutam | Negyeddöntő | Negyeddöntő | Negyeddöntő | Elődöntő | Elődöntő | Elődöntő | Döntő   | Döntő    |
| Versenyző                                                   | Versenyszám     | Idő      | Hely.    | Össz.    | Idő         | Hely.       | Össz.       | Idő      | Hely.    | Össz.    | Idő     | Helyezés |
| ----------------------------------------------------------- | --------------- | -------- | -------- | -------- | ----------- | ----------- | ----------- | -------- | -------- | -------- | ------- | -------- |
| Tawanda Chiwira                                             | 400 m           | 45,89    | 3.       | 22.*     | 45,38       | 6.          | 19.         | kiesett  | kiesett  | kiesett  | kiesett | kiesett  |
| Savieri Ngidhi                                              | 800 m           | 1:46,46  | 3.       | 15.      |             |             |             | 1:46,78  | 5.       | 13.      | kiesett | kiesett  |
| Tendai Chimusasa                                            | Maraton         |          |          |          |             |             |             |          |          |          | 2:16:31 | 13.      |
| Ken Harnden                                                 | 400 m gát       | 48,54    | 3.       | 5.       |             |             |             | 48,61    | 6.       | 12.      | kiesett | kiesett  |
| Julius Masvanise                                            | 400 m gát       | 50,16    | 5.       | 37.      |             |             |             | kiesett  | kiesett  | kiesett  | kiesett | kiesett  |
| Julius Masvanise Tawanda Chiwira Savieri Ngidhi Ken Harnden | 4 × 400 m váltó | 3:13,35  | 5.       | 28.      |             |             |             | kiesett  | kiesett  | kiesett  | kiesett | kiesett  |

| Versenyző             | Versenyszám | Selejtező | Selejtező | Döntő    | Döntő    |
| Versenyző             | Versenyszám | Eredmény  | Helyezés  | Eredmény | Helyezés |
| --------------------- | ----------- | --------- | --------- | -------- | -------- |
| Ndabezinhle Mdhlongwa | Hármasugrás | 14,47 m   | 42.       | kiesett  | kiesett  |

* - egy másik versenyzővel azonos eredményt ért el

## Kerékpározás

### Országúti kerékpározás
Férfi
| Versenyző     | Versenyszám   | Idő           | Helyezés      |
| ------------- | ------------- | ------------- | ------------- |
| Timothy Jones | Mezőnyverseny | nem ért célba | nem ért célba |

## Műugrás
Férfi
| Versenyző    | Versenyszám    | Selejtező | Selejtező | Elődöntő | Elődöntő | Döntő   | Döntő    |
| Versenyző    | Versenyszám    | Pont      | Helyezés  | Pont     | Helyezés | Pont    | Helyezés |
| ------------ | -------------- | --------- | --------- | -------- | -------- | ------- | -------- |
| Evan Stewart | Egyéni műugrás | 361,53    | 11.       | 567,96   | 13.      | kiesett | kiesett  |

## Ökölvívás
| Versenyző           | Versenyszám   | Selejtező                         | Nyolcaddöntő      | Negyeddöntő       | Elődöntő          | Döntő             | Helyezés |
| Versenyző           | Versenyszám   | Ellenfél Eredmény                 | Ellenfél Eredmény | Ellenfél Eredmény | Ellenfél Eredmény | Ellenfél Eredmény | Helyezés |
| ------------------- | ------------- | --------------------------------- | ----------------- | ----------------- | ----------------- | ----------------- | -------- |
| Arson Mapfumo       | Légsúly       | Elias Recaido (PHI) · 2–13        | kiesett           | kiesett           | kiesett           | kiesett           | 17.      |
| Alexander Kwangwari | Nagyváltósúly | Hendrik Simangunsong (INA) · 1–12 | kiesett           | kiesett           | kiesett           | kiesett           | 17.      |

## Tenisz
Férfi
| Versenyző               | Versenyszám | 64-es főtábla                         | 32-es főtábla                                                                         | Nyolcaddöntő                                                        | Negyeddöntő       | Elődöntő          | Bronz- mérkőzés   | Döntő             | Helyezés |
| Versenyző               | Versenyszám | Ellenfél Eredmény                     | Ellenfél Eredmény                                                                     | Ellenfél Eredmény                                                   | Ellenfél Eredmény | Ellenfél Eredmény | Ellenfél Eredmény | Ellenfél Eredmény | Helyezés |
| ----------------------- | ----------- | ------------------------------------- | ------------------------------------------------------------------------------------- | ------------------------------------------------------------------- | ----------------- | ----------------- | ----------------- | ----------------- | -------- |
| Byron Black             | Egyes       | Guillaume Raoux (FRA) · 6–3, 3–6, 6–2 | Wayne Ferreira (RSA) · 2–6, 5–7                                                       | kiesett                                                             | kiesett           | kiesett           | kiesett           | kiesett           | 17.      |
| Wayne Black             | Egyes       | Jimy Szymanski (VEN) · 6–7, 6–4, 6–3  | Mark Philippoussis (AUS) · 4–6, 2–6                                                   | kiesett                                                             | kiesett           | kiesett           | kiesett           | kiesett           | 17.      |
| Byron Black Wayne Black | Páros       |                                       | Dél-Korea (KOR) · I Hjongthek (Lee Hyeong-Taek) · Jun Jongil (Yun Yong-Il) · 6–4, 6–2 | Németország (GER) · Marc-Kevin Goellner · David Prinosil · 4–6, 6–7 | kiesett           | kiesett           | kiesett           | kiesett           | 9.       |

## Úszás
Férfi
| Versenyző     | Versenyszám | Előfutam | Előfutam | Előfutam | Döntő   | Döntő   | Döntő   | Helyezés |
| Versenyző     | Versenyszám | Idő      | Hely.    | Össz.    | Típus   | Idő     | Hely.   | Helyezés |
| ------------- | ----------- | -------- | -------- | -------- | ------- | ------- | ------- | -------- |
| Teresa Moodie | 50 m gyors  | 27,38    | 4.       | 43.      | kiesett | kiesett | kiesett | kiesett  |
| Teresa Moodie | 100 m gyors | 58,59    | 2.       | 38.      | kiesett | kiesett | kiesett | kiesett  |
| Teresa Moodie | 200 m gyors | 2:08,23  | 1.       | 40.      | kiesett | kiesett | kiesett | kiesett  |